# Cambessedesia arenaria
Cambessedesia arenaria är en tvåhjärtbladig växtart som beskrevs av Célestin Alfred Cogniaux. Cambessedesia arenaria ingår i släktet Cambessedesia och familjen Melastomataceae. Inga underarter finns listade i Catalogue of Life.